# Абиев, Руфат Шовкетович
Абиев Руфат Шовкетович (род. 19 июня 1966, Баку) – российский ученый, доктор технических наук, профессор, специалист в области интенсификации гидродинамических и тепломассообменных процессов с использованием резонансных пульсаций, микрореакторного синтеза органических продуктов и неорганических веществ, математического моделирования указанных процессов. 
Заведующий кафедрой оптимизации химической и биотехнологической аппаратуры Санкт-Петербургского технологического института (технического университета).
Заведующий лабораторией интенсификации процессов синтеза оксидных материалов в Институте химии силикатов им. И.В. Гребенщикова РАН (по совместительству).

## Биография
В 1982 г. окончил бакинскую среднюю школу №160, одновременно окончил с отличием Заочную физико-техническую школу (ЗФТШ) при МФТИ.
В 1987 году с отличием окончил инженерно-кибернетический факультет Ленинградского технологического института им. Ленсовета. В ходе обучения стал победителем ленинградского городского (1984), а затем Всесоюзного тура олимпиады по сопротивлению материалов (1985). Затем обучался в аспирантуре в ЛТИ им. Ленсовета.
В 1991 году защитил диссертацию на соискание ученой степени кандидата технических наук на тему «Режимы работы и конструктивное оформление резонансной пульсационной аппаратуры». С 1990 г. – работа на кафедре оптимизации химической и биотехнологической аппаратуры того же университета (современное название - Санкт-Петербургский технологический институт (технический университет)), в качестве инженера проблемной лаборатории при той же кафедре, затем ассистента, старшего преподавателя, доцента, профессора.
В 1998 году победил в конкурсе Швейцарской академии технических наук, что позволило пройти долгосрочную стажировку(1998-1999 гг.) в подразделении полимеров на предприятии Ciba Spezialitätenchemie AG (г. Базель, Швейцария). Разработаны методика испытаний эпоксидных и полиуретановых компаундов, математическая модель седиментации многокомпонентной суспензии в вязкой сплошной среде.
В 2000 г. защитил докторскую диссертацию по процессам и аппаратам химических технологий на тему «Резонансная аппаратура для процессов в жидкофазных системах».
В 2005 году был одним из инициаторов подписания договора о сотрудничестве между Техническим университетом Дрездена (Technische Unversitaet Dresden, Германия) и СПбГТИ (ТУ). В 2006 г. получил гранты Altana-Quandt Stiftung и DAAD-«Михаил Ломоносов» (Минобрнауки) для выполнения исследований по микрореакторам для процессов в двухфазных системах в ТУ Дрездена.
В 2008 г. избран на должность заведующего кафедрой оптимизации химической и биотехнологической аппаратуры СПбГТИ (ТУ).
В 2014 г. получил грант DAAD для выполнения исследований по микрореакторам и микротеплообменникам в Институте микропроцессов Технологического института (университета) Карлсруэ (Karlsruher Institut fuer Technologie, Германия).
В 2016 г. в качестве приглашенного профессора Высшей горной школы Алеса (École nationale supérieure des mines d'Alès, Франция) выполнял исследования характеристик пенобетона, изготовленного по новой технологии.
В 2016 г. в качестве приглашенного профессора в Технологическом институте Индора (Indian Institute of Technology Indore, Индия) читал курс лекций для аспирантов по микромасштабным химическим аппаратам и теплообменникам.
В 2017 г. в качестве приглашенного профессора в Национальном политехническом институте Тулузы (Laboratoire de Génie Chimique, Institut National Polytechnique de Toulouse, Франция) проводил исследования в области гидродинамики и массообмена в двухфазных микрореакторах.
Возглавляемая им кафедра подготовила свыше 2800 специалистов для различных отраслей химической промышленности, 76 кандидатов и 9 докторов наук (в том числе за время руководства кафедрой Р.Ш. Абиева подготовлено более 300 специалистов с высшим образованием и 5 кандидатов наук).
С 2019 г. возглавляет лабораторию интенсификации процессов синтеза оксидных материалов в Институте химии силикатов им. И.В. Гребенщикова РАН (по совместительству).

## Научная и научно-практическая деятельность
Научные интересы лежат в области интенсификации процессов при проведении широкого класса химических реакций в растворах и двухфазных смесях, разработки оптимальных условий для их осуществления, а также математического моделирования различных процессов химических технологий.
Основные результаты
- Разработана концепция интенсификации процессов при проведении широкого класса химических реакций в растворах, двухфазных смесях (эмульсиях, суспензиях, газожидкостных потоках, пенах), обеспечивающая контролируемый синтез за счет оптимизации процессов макро- и микросмешения и направленной доставки кинетической энергии потоков к зоне реакции, реализована во вновь разработанных химических и биохимических реакторах следующих типов:
  1. Пульсационные реакторы периодического действия;
  2. Пульсационные реакторы непрерывного действия;
  3. Реакторы с мощными вихревыми потоками;
  4. Микрореакторы, микробиореакторы и микродиспергаторы для синтеза органических и неорганических веществ;
  5. Газожидкостные реакторы и биореакторы;
  6. Диспергаторы-эмульсификаторы;
  7. Генераторы пены для получения пены и пеноматериалов;
  8. Плазменно-каталитические реакторы с холодной плазмой.

- Доказана высокая эффективность применения вновь разработанных реакторов:
  1. Для безопасного синтеза гетероциклических соединений (в том числе активных фармацевтических ингредиентов и их прекурсоров);
  2. Полимерных микросфер с высокой пористостью (с возможностью использования в очистке крови от токсинов);
  3. Наноразмерных частиц (оксидов, фосфатов, фторидов);
  4. Биодизельного топлива (трансэтерификацией триглицеридов);
  5. Безопасного энергосберегающего метода получения токсичных высокоэнергетических веществ;
  6. Окисления в газожидкостных системах;
  7. Получения пены высокой стабильности (в 5 раз выше норм действующих стандартов);
  8. Тонкодисперсных эмульсий для проведения реакций в двухфазных системах.

- Разработаны математические модели различных гидродинамических и тепломассообменных процессов и химико-технологического оборудования:
  1. Экстрагирования из частиц с бидисперсной структурой;
  2. Растворения при резонансных пульсациях;
  3. Диспергирования газа и жидкости в пульсационных аппаратах;
  4. Формирования капель и пузырей в микроаппаратах;
  5. Гидродинамики, тепло- и массообмена в двухфазных потоках в микрореакторах (в том числе с химической реакцией);
  6. Седиментации многокомпонентной суспензии в вязкой сплошной среде;
  7. Гидродинамики системы жидкость-жидкость и жидкость-газ с неньютоновскими реологическими свойствами.

- Впервые теоретически обнаружено и экспериментально подтверждено явление резонанса массопереноса при пульсациях давления в капиллярно-пористых частицах, что позволило разработать методику поиска оптимальной частоты пульсаций при экстрагировании.

Под его руководством защищены 4 кандидатские диссертации.
Является автором более 90 патентов на изобретения, некоторые из них реализованы в промышленном масштабе.
Внедрил в производство пульсационные аппараты для экстрагирования на ряде фармацевтических (Санкт-Петербург, Тверь, Нижний Новгород) и лесохимических (Тихвин) предприятий. Внедрен в производство пульсационный аппарат проточного типа для деагломерации углеродных нанотрубок (АО "Тамбовский завод "Комсомолец" им. Н.С. Артемова"), перемешивающее устройство нового типа использовано для интенсификации процессов растворения на предприятии ОАО «Святогор» (г. Ивдель, Уральская горно-металлургическая компания). Для одного из предприятий Госкорпорации «Роскосмос» разработан и внедрен в производство энергоэффективный аппарат для безопасного процесса получения органических продуктов.
Сочинения:
- Инженерно-экологический справочник [Текст] : учебное пособие для студентов высших учебных заведений, обучающихся по направлению "Техносферная безопасность" / [Тимонин Александр Семенович, Абиев Руфат Шовкетович, Голубева Оксана Александровна, Голубев Вениамин Викторович] ; под общ. ред. А. С. Тимонина ; Гипрогазоочистка, Нижегородский гос. технический ун-т им. Р. Е. Алексеева. - Изд. 2-е, перераб., испр. и доп. - Калуга : Ноосфера, 2015-. - 25 см. Т. 2. - 2015. - 957 с. : ил.; ISBN 978-5-905856-50-1
- Резонансная аппаратура для процессов в жидкофазных системах : диссертация ... доктора технических наук : 05.17.08. - Санкт-Петербург, 2000. - 366 с. : ил.
- Основы квалиметрии в химической технике и технологии : учебное пособие / Р. Ш. Абиев. - Санкт-Петербург : Менделеев, 2007. - 213 с. : ил., табл.; 20 см.; ISBN 5-94922-019-6

## Общественная деятельность
- В 2015 г. организовал в Санкт-Петербурге международную Европейскую конференцию по перемешиванию «Mixing-15» под эгидой Европейской Федерации Технической Химии (European Federation of Chemical Engineering).
- В 2018 г. стал заместителем председателя организационного комитета международной конференции «Интенсификация гидрометаллургических процессов переработки природного и техногенного сырья. Технологии и оборудование». Входит в состав оргкомитета международных конференций по перемешиванию «Mixing» (с 2012 г.).

Членство в научных организациях:
- представитель Российской Федерации в Европейской Федерации химических технологий (European Federation of Chemical Engineering) в рабочей группе по перемешиванию (Working Party on Mixing) и в рабочей группе по интенсификации процессов (Working Party on Process Intensification).

- член редколлегии журналов «Теоретические основы химической технологии» («МАИК-Наука»), “Chemical Engineering Research & Design” («Elsevier»).

## Награды
- Премия Правительства Российской Федерации в области образования (2020 г., в составе коллектива)[3].
- Премия Журнала общей химии 2022 г. за лучшую статью: O.V. Proskurina, I.V. Nogovitsin, T.S. Il’ina, D.P. Danilovich, R.Sh. Abiev, V.V. Gusarov, Formation of BiFeO3 Nanoparticles Using Impinging Jets Microreactor, Russ. J. Gen. Chem, 2018, vol. 88, p. 2139-2143. doi 10.1134/S1070363218100183.
- Диплом «100 лучших изобретений России–2017» за изобретение № 2625981 «Способ получения нанопорошков феррита кобальта и микрореактор для его реализации» (авторы Абиев Р.Ш., Альмяшева О.В., Гусаров В.В., Изотова С.Г.).
- Звание "Заслуженный изобретатель Российской Федерации", 2023 г.[4]